# 최종준 (1964년)
최종준(崔鍾駿, 1964년 7월 5일 ~ )은 대한민국의 제8대 전라남도 함평군의원이다.

## 학력
- 전남과학대학교 화훼원예과 졸업

## 경력
- 함평군 4-H 연합회장
- 손불면 청년회 회장
- 손불중학교 운영위원회 위원장
- (사)한국농업경영인 함평군 연합회장
- 2020.04 ~ 2022.06 제8대 전라남도 함평군의회 의원
- 2020.04 ~ 2020.07 제8대 전라남도 함평군의회 전반기 행정자치위원회 위원
- 2020.04 ~ 2020.07 제8대 전라남도 함평군의회 전반기 경제건설위원회 위원
- 2020.04 ~ 2020.07 제8대 전라남도 함평군의회 전반기 예산결산특별위원회 위원
- 2020.07 ~ 2022.06 제8대 전라남도 함평군의회 후반기 의회운영위원회 위원
- 2020.07 ~ 2022.06 제8대 전라남도 함평군의회 후반기 행정자치위원회 위원
- 2020.07 ~ 2022.06 제8대 전라남도 함평군의회 후반기 경제건설위원회 위원

## 역대 선거 결과
|  | 0% |

|  | 16.74% |